# Guo Wenjun
Guo Wenjun (Xi'an, 22 juni 1984) is een Chinees vrouwelijk schutter. In 2008 won ze drie van de vier gouden medailles in de discipline "vrouwelijke schietsport" op het Europese deel van het ISSF wereldkampioenschap. Ook won ze de gouden medaille op de 10 meter luchtpistool op de Olympische zomerspelen van 2008 in Peking.